# The Life of Joseph W. McVey
The Life of Joseph W. McVey è l'ottavo album in studio del rapper statunitense Z-Ro, pubblicato nel 2004.

## Tracce
1. On My Grind – 1:39
2. Z-Ro – 3:07
3. These Niggaz (featuring Scarface) – 4:00
4. King of the Ghetto – 4:32
5. II Many Niggaz – 4:16
6. I Hate You Bitch – 4:32
7. Hey Lil' Mama – 4:16
8. So Much – 3:50
9. That's Who I Am – 3:52
10. Everyday (featuring Trae) – 3:22
11. Crooked Officer – 3:33
12. Why? – 4:01
13. Happy Feelingz – 3:43